# Gareth Evans (politicus)
Gareth John Evans (Melbourne, 5 september 1944) is een Australisch politicus. Hij was minister voor verschillende departementen waarvan het langst voor buitenlandse zaken.

## Levensloop
Evans studeerde af aan de universiteit van Melbourne in kunst en rechten. Daarna studeerde hij aan de universiteit van Oxford en slaagde hij voor een combistudie in filosofie, politiek en economie. 
Hij werkte vervolgens als advocaat in Melbourne, waarbij hij zich specialiseerde in vakbonden. Van 1971 tot 1976 was hij docent rechtsgeleerdheid aan de universiteit van Melbourne.
Daarnaast was hij actief voor de Australian Labor Party. Hij behoorde tot de rechtervleugel van de partij en ondersteunde in 1975 Bob Hawke nadat de regering van Edward Whitlam was gevallen. Verder zette hij zich in voor burgerrechten en werd hij benoemd als vicevoorzitter van de Victoria Council for Civil Liberties.
In 1977 werd hij gekozen voor de senaat, een plaats waar hij twee jaar eerder naast had gegrepen, en was vanaf 1980 Attorney General van de oppositie. In 1982 steunde hij Hawke in zijn strijd tegen zijn partijgenoot Bill Hayden. Hawke won daarna de verkiezingen van 1983 waarop Evans de verantwoordelijkheid over het ministerie van justitie kreeg. In deze tijd raakte hij in een controverse betrokken en liep hij de bijnaam Biggles op, uit het gelijknamige stripverhaal, omdat hij militair materieel had gebruikt om luchtfoto's te laten maken van de bouw van de stuwdam in Tasmanië.
In december 1984 kreeg hij de verantwoordelijkheid over de ministerspost voor natuurlijke hulpbronnen en energie. Vervolgens werd hij vanaf 1987 minister voor transport en telecommunicatie, een functie waarvoor hij weinig interesse toonde. Daarentegen was het zijn ambitie om de positie van Hayden als minister van buitenlandse zaken te erven, wat uiteindelijk ook gebeurde in september 1988.
Op deze post bleef hij vervolgens zeven en half jaar werkzaam. De buitenlandpolitiek van Evans bestond eruit zijn land af te wenden van de traditionele partners, ofwel het Verenigd Koninkrijk en de Verenigde Staten, en nauwere banden aan te knopen met Aziatische buren. De banden met het VK en de VS verkoelden dan ook alras tijdens zijn ministerschap, niet op zijn minst omdat Evans vaak een afwijkende mening verdedigde.
Hij hielp verder bij de bevrijding van Cambodja van de bezetting door Vietnam, wat in 1993 tot vrije verkiezingen leidde. Op grond van de verbeterde betrekkingen met de Aziatische buren werd het mogelijk de APEC en de ASEAN te vormen.
Onder de regering van Paul Keating werd Evans vanaf 1993 regeringsleider in de Australische senaat en droeg hij bij aan enkele hervormingen in de binnenlandse politiek, waaronder de afschaffing van de afhankelijkheid van kleine partijen bij het tot stand komen van wetsontwerpen.
In 1996 lukte het hem om de overstap te maken naar de huis van volksvertegenwoordigers, een wens die hij al langer koesterde om een meer leidinggevende rol binnen zijn partij te verwerven. Hetzelfde jaar verloor Keating echter de verkiezingen, waardoor Labour in de oppositie kwam en er voor Evens een rol als vicevoorzitter van de fractie restte.
Na de nederlaag van zijn partij bij de verkiezingen van 1998, besloot hij zich in september 1999 terug te trekken uit de actieve politiek.
Tussen 2000 en 2009 was hij voorzitter van de International Crisis Group en deelde hij het voorzitterschap van de International Commission on Intervention and State Sovereignty (ICISS) van de Verenigde Naties.
In 2008 benoemde de VN hem samen met Yoriko Kawaguchi, de voormalig minister van buitenlandse zaken van Japan, als voorzitter van de International Commission on Nuclear Non-Proliferation and Disarmament. Hier deed hij pionierswerk op het gebied van het Responsibility to Protect Concept (R2P), dat stelt dat nationale soevereiniteit niet langer kan dienen als een protectieschild voor landen die niet in staat zijn hun eigen burgers te beschermen tegen gruweldaden en genocide.

## Erkenning
- 1995: Grawemeyer Award, voor zijn rol in de buitenlandse politiek
- 2004: Erelid van het Magdalen College in Oxford
- 2010: Four Freedoms Award voor vrijwaring van vrees

## Werk
In 2009 werkte Evans samen met Desmond Tutu, Bob Geldof en Richard Branson mee aan de documentaire Soldiers of Peace van Michael Douglas. Daarnaast schreef hij een negental boeken.
- Bibsys: 90726825
- Bibliothèque nationale de France: cb12425793h (data)
- Gemeinsame Normdatei: 123911478
- International Standard Name Identifier: 0000 0001 0932 4034
- Library of Congress Control Number: n78006888
- Nationale Bibliotheek van Tsjechië: jx20100331004
- Nationale bibliotheek van Australië: 35143782
- Nationale Bibliotheek van Israël: 987007437781305171
- Nederlandse Thesaurus van Auteursnamen: 314939296
- SNAC: w6c55c3r
- Système universitaire de documentation: 033387028
- Trove: 478591
- Virtual International Authority File: 109000124
- WorldCat: E39PBJt43KGjgDwxbdwy3DRYfq